# 그린란드 빙상

그린란드 빙상(-氷床, 그린란드어: Sermersuaq)은 그린란드의 약 80%를 해당하는 면적을 덮는 빙상이다. 때때로 만년설 또는 내륙 얼음 또는 덴마크어로 indlandsis라는 용어로 언급된다. GIS라는 약어는 과학 문헌에서 자주 사용된다.
남극 빙상 다음으로 세계에서 두 번째로 큰 빙상이다. 빙상은 남북 방향으로 거의 2,900km(1,800마일) 길이이며 최대 너비는 북쪽 가장자리 근처인 위도 77°N에서 1,100km(680마일)이다. 평균 두께는 약 1.5km(0.9마일)이며 가장 두꺼운 부분은 3km(1.9마일) 이상이다. 큰 빙상 외에도 더 작은 만년설(예: Maniitsoq 및 Flade Isblink)과 빙하가 주변을 76,000~100,000제곱 킬로미터(29,000~39,000제곱 마일) 덮고 있다.
그린란드 빙상은 기후 변화에 의해 악영향을 받는다. 온난화의 지역적 증폭에 영향을 받는 북극에 위치하기 때문에 남극 빙상보다 기후 변화에 더 취약한다. 21세기 동안 빙상의 작은 부분만이 녹을 것으로 예상되지만, 최근의 온난화가 역전되지 않는 한 빙상의 대부분 또는 전부가 현재 또는 가까운 미래의 기후에서 녹을 것이라고 믿어진다. 기후 티핑 포인트의 예이다. 2,850,000 입방 킬로미터(684,000 cu mi)의 얼음 전체가 녹는다면 전 세계 해수면이 7.2m(24ft) 상승할 것이다.

## 같이 보기
- 해수면 상승